# Мелангелла
Мелангелла (+590) — отшельница Валлийская, память 27 мая.

## Агиография
Святая Мелангелла (Melangell), иначе известная как Монакелла (Monacella), была дочерью ирландского или шотландского короля. Она отправилась в Поуис, центральный Уэльс, где стала вести отшельническую жизнь.
По преданию, однажды во время охоты в окрестностях Пенанта Исгитрог (Ysgythrog), принц Повиса, поднял зайца. Продравшись через тернии, он увидел прекрасную деву — св. Мелангеллу — с зайцем, смело лежавшим у подола её одежд. В тех краях с тех пор не принято охотиться на зайцев. Принц даровал ей земли, на которых она, по некоторым сведениям, основала женскую обитель и оставалась её настоятельницей тридцать семь лет. По иным сведениям, после встречи св. Мелангелла продолжила уединённую жизнь и спала на голом камне.
Её рака находится в местечке Пенант Мелангелл (Pennant Melangell).